# Смит, Тайрон
Та́йрон Сми́т (англ. Tyrone Smith; 7 августа 1984, Пейджет, Бермудские Острова) — легкоатлет, специализирующаяся в прыжках в длину и представляющий на международных стартах Бермуды. Участник двух Олимпийских игр.

## Карьера
В состав сборной Бермудских островов Тайрон Смит впервые попал в 2006 году. Через год участвовал в Панамериканских играх в Рио-де-Жанейро, где занял 14 место в квалификации и не прошёл в финал.
На пекинской Олимпиаде Смит в лучшей квалификационной попытке прыгнул на 7.91, но этого результата ему не хватило для прохождения в финал. В итоговом протоколе бермудский прыгун расположился на 15 месте.
Тайрон Смит принимал участие в чемпионатах мира в Берлине и Тэгу, но не смог на них преодолеть квалификационный барьер. Зато на континентальном уровне бермудец выступал удачно: в 2010 году он выиграл Игры Центральной Америки и Карибского бассейна, а через год был сильнейшим на Чемпионате Центральной Америки и стран Карибского бассейна.
В 2012 году на Играх в Лондоне Смит смог преодолеть квалификацию с десятым результатом 7.97. В финале он выступил неудачно. Лишь в первой попытке он прыгнул на 7.70, а в двух других попытках он совершил заступ, заняв в итоге последнее, 12-е место.